# Soy el mismo (álbum de Prince Royce)
Soy el mismo es el nombre del tercer álbum de estudio del cantante estadounidense de origen dominicano de bachata Prince Royce, Fue lanzado al mercado por Sony Music Latin el 8 de octubre de 2013.
Como parte de la promoción, el 15 de julio de 2013 se lanzó el primer sencillo del álbum titulado «Darte un beso». El sencillo alcanzó el primer puesto del Billboard Hot Latin Songs y del Billboard Latin Pop Songs. El video musical se estrenó el 20 de agosto de 2013 en el canal VEVO de Royce y fue filmado en Miami bajo la dirección de Danny Hastingsse. El 3 de febrero de 2014 fue lanzado el segundo sencillo del álbum, «Te robaré». El mismo día se estrenó el video musical en el canal VEVO del cantante.

## Promoción

### Sencillos
El primer sencillo del álbum, «Darte un beso» fue lanzado el 15 de julio de 2013. El sencillo se posicionó en el primer puesto de la lista de Monitor Latino en México. En Estados Unidos el sencillo ocupó el primer puesto del Billboard Latin Airplay, del Billboard Hot Latin Songs y del Billboard Latin Pop Songs, en el Billboard Latin Digital Songs se colocó en el segundo puesto y en el sexto puesto del Billboard Heatseekers Songs. Finalmente, el sencillo alcanzó el puesto setenta y ocho del Billboard Hot 100. El video musical fue filmado en Miami y dirigido por Danny Hastingsse. El video se estrenó el 20 de agosto de 2013 a través de la cuenta oficial VEVO del cantante.
El 12 de diciembre de 2013, Royce estrenó por primera vez «Te robaré» en el Terra Live Music, finalmente el 3 de febrero de 2014 se lanzó oficialmente con el segundo sencillo del álbum. El mismo día se lanzó el video musical en el canal VEVO. El sencillo se posicionó el primer puesto del Billboard Latin Airplay, en el tercer puesto del Billboard Latin Pop Songs, en el cuarto puesto del Billboard Hot Latin Songs y en el puesto dieciocho del Billboard Latin Digital Songs.

### Tour
El 7 de marzo de 2014, Royce dio comienzo a su gira mundial "Soy el mismo Tour" en el  Coliseo de Puerto Rico, ante 12 000 espectadores. Tuvo como invitado al cantante puertorriqueño Wisin. El 10 de marzo de 2014 se anunció que el tour recorrería Colombia, México, Argentina, Chile, Nicaragua, España y Paraguay.

### Presentaciones en vivo
El 18 de julio de 2013 se presentó en la décima entrega de los Premios Juventud donde estrenó su sencillo «Darte un beso». El 4 de diciembre de 2013 se presentó en el Terra Live Music donde interpretó su sencillo «Darte un beso» y por primera vez interpretó «Te robaré».
El 20 de febrero de 2014 se presentó en la edición número 26 de los Premio Lo Nuestro donde interpretó su segundo sencillo «Te robaré». El 24 de abril de 2014 se presentará en los Billboard de la música latina donde interpretará como parte de su repertorio los temas «Darte un beso», «Me encanta» y «Soy el mismo».

## Recepción

### Crítica
El álbum recibió mayormente críticas positivas. David Jeffries del sitio web Allmusic comentó que Royce se convirtió en un artista más maduro en Soy el mismo, mezclando sin esfuerzo pistas pop con sólida bachata. Agregó además que «Already Missing You» junto a la cantante estadounidense Selena Gomez posee un final audaz que deja al oyente colgando. Finalmente, comenta que se da un equilibrio «con el corte de bachata más tradicional en Darte un beso, y el álbum tiene un toque de luz de ambos lados de Royce que alcanza con You are fire siendo la sorpresa, una balada de lo más acústica».
Carlos Quintana del sitio web About.com argumentó que el álbum combina lo mejor de la bachata, la música tropical, el pop y el dance-pop. Agregó que el álbum Phase II no lo emocionó tanto como lo emocionó su auto-titulado álbum debut. Argumentó, además, que Soy el mismo ha traído de vuelta la parte más emocionante de la música de Royce. Finalmente, agregó que el álbum ofrece una nueva experiencia musical llena de sonidos refrescantes e innovadoras.

## Lista de canciones
- Edición estándar

| Soy el mismo |                                          |                                                                |          |  |
| N.º          | Título                                   | Escritor(es)                                                   | Duración |  |
| 1.           | «Soy el mismo»                           | Geoffrey Rojas, Daniel Santacruz                               | 3:43     |  |
| 2.           | «Te robaré»                              | Rojas, D'Lesly "Dice" Lora, Yonathan Then                      | 3:29     |  |
| 3.           | «Darte un beso»                          | Rojas, Andrés Castro, Guianko Gómez, Juan Riveros              | 3:26     |  |
| 4.           | «You are fire»                           | Ross Golan, Dan Omelio, Daniel Parker                          | 3:27     |  |
| 5.           | «Me encanta»                             | Rojas, Lora, Yonathan Then                                     | 4:54     |  |
| 6.           | «Tu príncipe»                            | Rojas, Santacruz                                               | 4:09     |  |
| 7.           | «Already missing you» (con Selena Gomez) | Rojas, Selena Gomez, Toby Gad, Makeba Riddick                  | 3:41     |  |
| 8.           | «Invisible»                              | Rojas, Santacruz                                               | 4:04     |  |
| 9.           | «Kiss, kiss»                             | Fernando Garibay, Doug Mangdagi, Amanda Warner, Stephen Wrabel | 3:44     |  |
| 10.          | «Nada»                                   | Rojas, Santacruz                                               | 4:02     |  |
| 11.          | «Te regalo el mar»                       | Rojas, Lora, Jean Rodríguez, Shanelli Rojas                    | 4:03     |  |

- Edición deluxe

| Soy el mismo (edición deluxe) |                    |                                      |          |  |
| N.º                           | Título             | Escritor(es)                         | Duración |  |
| 12.                           | «Primera vez»      | Rojas, Gómez, Efrain "Junito" Davila | 3:22     |  |
| 13.                           | «Solita»           | Rojas, Lora, Yonathan Then           | 4:12     |  |
| 14.                           | «You are the one»  | Rojas, Edgar Barrera, Castro, Gómez  | 4:32     |  |
| 15.                           | «Para Llegar A Ti» | Rojas, Barrera, Gómez                | 3:08     |  |
| 16.                           | «Perdóname»        |                                      | 3:24     |  |

## Posicionamiento en listas
| Listas (2013)                     | Mejor posición |
| --------------------------------- | -------------- |
| España (PROMUSICAE)               | 84             |
| Estados Unidos (Billboard 200)    | 14             |
| Estados Unidos (Top Latin Albums) | 1              |
| Estados Unidos (Tropical Albums)  | 1              |
| México (AMPROFON)                 | 39             |

| Listas (2013)                     | Mejor posición |
| --------------------------------- | -------------- |
| Estados Unidos (Top Latin Albums) | 8              |
| Estados Unidos (Tropical Albums)  | 3              |

## Certificaciones
| País           | Organismo certificador | Certificación | Ventas certificadas | Ref.   |
| -------------- | ---------------------- | ------------- | ------------------- | ------ |
| México         | AMPROFON               | Oro           | 30 000              | [ 41 ] |
| Estados Unidos | RIAA                   | 4x Platino    | 240 000             | [ 42 ] |

## Historial de lanzamiento
- Edición estándar

| País           | Fecha                    | Formato              | Discográfica |
| -------------- | ------------------------ | -------------------- | ------------ |
| Estados Unidos | 24 de septiembre de 2013 | CD, Descarga digital | Sony Music   |
|                | 8 de octubre de 2013     | CD, Descarga digital | Sony Music   |